# Octave Parent
Pour les articles homonymes, voir Parent.
L'abbé Octave Parent, (15 juin 1882 à Trescault – 9 février 1942 à Ambleteuse) était un entomologiste français spécialisé dans les diptères. 

## Présentation
Principalement spécialisé dans les diptères de la famille des Dolichopodidae, il devient directeur de la Station biologique d'Ambleteuse.
Il a publié trois articles, datés de 1934, 1937 et 1940, concernant vingt-six nouvelles espèces de Campsicnemus (en) hawaïen. Les détails de l'article de 1937 ont été renvoyés à la Hawaiian Entomological Society (en). L'espèce Sigmatineurum parenti (sv), trouvée à Hawaï, est nommée en mémoire de Parent, « en l'honneur de son travail fondamental avec les dolichopodidés hawaïens et pour avoir décrit le genre Sigmatineurum (en) ».

### Ouvrages
Parent a publié de nombreux ouvrages à partir de 1913, dont :
- Parent, O. (1928). Étude sur les diptères dolichopodides exotiques conservès au Zoologisches Staatsinstitut und Zoologisches Museum de Hambourg. Zoologisches Staatsinstitut u. Zoolog. Museum.
- Parent, O. (1928). Contribution à la faune diptérologique de l'Espagne. Museo.
- Parent, O. (1931). Diptères Dolichopodides de l'Amérique du Sud: espèces nouvelles figurant dans la collection Schnuse conservée aux Staatliche museen für tierkunde und völkerkunde zu Dresden (Vol. 18). BG Teubner.
- Parent, O. (1932). Étude sur les types de Bigot (Dipteres, Dolichopodides). In Annales de la Société Scientifique de Bruxelles ser. B (Vol. 52, No. pt 1, p. 215–231).
- Parent, O. (1933). Nouvelle étude sur les Diptères Dolichopodides de la région Australienne.
- Parent, O. (1933). Étude monographique sur les diptères dolichopodides de Nouvelle-Zélande.
- Parent, O., & Parent, O. (1938). Diptères dolichopodidae. Lechevalier. Éditions Faune de France 35 . 720 p., 1.002 fig. Bibliothèque Virtuelle Numerique  pdf